# Форт Бенсон
Форт Бенсон (англ. Fort Benson) — форт армии США, который был построен в 1856 году на территории западнее современного Колтона в округе Сан-Бернардино, Калифорния. Форт назван в честь его строителя Джерома Бенсона. Форт был заброшен через год после его постройки, в 1857 году. Форт Бенсон был признан исторической достопримечательностью Калифорнии (№ 617) 11 сентября 1957 года. Между переселенцами на юг Калифорнии, в большинстве своём, мормонами, начались земельные споры вскоре после их прибытия и Бенсон, стремясь закрепить за собой территорию и защититься от мормонов, построил на ней форт. Форт на его земельном участке был построен из земляных валов и дерева. Форт защищала медная пушка, начинённая камнями. Форт использовался только один год, так как примерно половине мормонов вокруг его земли было приказано вернуться в Юту во время мормонской войны (1857—1858), также называемой войной в Юте. 27 декабря 1858 года армия США прибыла в Сан-Бернардино. Руководителем экспедиции армии США в Мохаве был полковник Уильям Хоффман. Он разместил войска в Сан-Бернардино и на перевале Кахон, чтобы справиться с индейцами и решить земельные проблемы. Форт Бенсон исчез, и на месте форта осталась лишь памятная табличка.

## Война в Юте
Война в Юте была вооруженным конфликтом между мормонскими поселенцами на территории Юта и вооруженными силами правительства Соединенных Штатов. Противостояние длилось с мая 1857 по июль 1858 года. Среди жертв были, в основном, мирные жители, которые не были мормонами. Война не имела заметных военных сражений. В 1857—1858 годах президент Джеймс Бьюкенен направил войска США на территорию Юты в ходе так называемой экспедиции в Юту. Мормоны, опасаясь того, что для их уничтожения были послано значительное число вооружённых силы США, и столкнувшись с преследованиями в других районах, подготовились к обороне. Хотя кровопролития следовало избежать, а правительство США также надеялось, что его цели могут быть достигнуты без человеческих жертв, обе стороны готовились к войне. Мормоны изготавливали или ремонтировали огнестрельное оружие, превращали косы в штыки, полировали и затачивали давно неиспользованные сабли. Резня в Айкене произошла в следующем месяце. В октябре 1857 года мормоны арестовали шестерых калифорнийцев, путешествующих по Юте, и обвинили их в шпионаже в пользу армии США. Они были освобождены, но позже были убиты, у них также украли имущество общей стоимостью 25 000 долларов. С учётом всех инцидентов, по оценкам Маккиннона, около 150 человек погибли в результате продолжавшейся год войны в Юте, в том числе 120 мигрантов, убитых в Маунтин-Медоуз. Он указывает, что это сравнимо с количеством людей, убитых во время семилетнего конфликта в Канзасе, начавшегося в 1856 году, более известного как «Истекающий кровью Канзас». В конце концов, переговоры между Соединёнными Штатами и мормонами привели к полному помилованию мормонов (за исключением причастных к убийствам в Маунтин-Медоуз), передаче поста губернатора Юты от президента церкви Бригама Янга немормону Альфреду Каммингу и мирному входу армии США в Юту.

## Ранчо Джумуба
Форт также является местом проживания коренных индейцев племени Джумуба. Джумуба жили в трех группах хижин рядом с источниками пресной воды на территории современного Хантс-лейн. Первое письменное упоминание об этой группе было сделано испанским миссионером Хосе Бернардо Санчесом. В сентябре 1821 года он нашел племя, живущее в хижинах и ухаживающее за скотом на ранчо Джумуба. Ранчо Джумуба было найдено в нескольких милях к западу от миссионерской станции Гуачама, также называемой Ранчо Гуачама, построенной в 1810 году на территории современного Банкер-Хилл, Политана, Калифорния.